# Гладстон (гора)
Гладстон або Бойсінґ (англ. Mount Gladstone, Mount Boising) — гора гірського хребта Фіністерре в провінції Маданг Папуа Нової Гвінеї. Є третьою за висотою вершиною країни і другою вершиною провінції. Висота вершини становить 4150 метрів.

## Географія
Гора є найвищою вершиною хребта Фіністере і розташована в північно-східній частині країни, на крайньому південному сході провінції за 150 км на схід — південний-схід від найближчої вищої гори Вільгельм (4509 м) і за 89 км на захід — північний захід від гори Банґета (4121 м), гірського хребта Саруваґет. На більшості карт, ця вершина безіменна, але на карті армії США 1942 року, має назву Гладстон, із вказаною висотою лише 11 400 футів (близько 3475 м). В інших джерелах, вершина подається без назви і прив'язується до гірського хребта Фіністерре з висотою 4150 м та відносною висотою 3709 м і навіть з висотою 4175 м та відносною висотою 3734 м. Але за SRTM-даними можна припустити, що висота більш наближена до 4120 м. Регіон сильно заліснений, але вершина та її околиці знаходяться над лінією дерев і покриті лише травою. 

## Підкорення
При відсутності офіційно підтверджених успішних сходжень, ця гора до 2014 року вважалася найвідомішою непідкореною вершиною у світі. Офіційне перше сходження відбулося 25 червня 2014 року Петтером Е. Бьорстадом, Полом Йоргеном Бьорстадом, Віонаре Мітіму, Натаном Хоне та Ройну Ройпо. Петтер Е. Бьорстад з сином Полом Йоргеном вперше спробували піднятися на цей пік у червні 2012 року. Але не змогли досягти вершини з ряду різних причин, але отримали цінний досвід, який знадобився для підкорення вершини в 2014 році.